# Pseudyrias glycon
Pseudyrias glycon är en fjärilsart som beskrevs av William Schaus 1914. Pseudyrias glycon ingår i släktet Pseudyrias och familjen nattflyn. Inga underarter finns listade.